# Fantastic Duo (programa de televisión)
Fantastic Duo (Hangul= 판타스틱 듀오), es un espectáculo de variedades de música de Corea del Sur transmitido desde el 9 de febrero del 2016 hasta ahora, por medio de la SBS. El programa es presentado por Jun Hyun-moo, Kim Bum-soo y Kim Jun-hyun.

## Historia
En el programa los fanáticos pueden cantar a dúo con su cantante favorito, primero haciendo audiciones grabándose a través de sus teléfonos celulares.

## Miembros

### Presentadores
| Nombre       | Posición                                    | Episodios | Duración        |
| ------------ | ------------------------------------------- | --------- | --------------- |
| Jun Hyun-moo | Presentador                                 | -         | 2016 - presente |
| Kim Bum-soo  | Co-presentador y Líder del Equipo Panelista | -         | 2017 - presente |
| Kim Jun-hyun | Co-presentador y Líder del Equipo Panelista | -         | 2017 - presente |
| Lee So-ra    | Co-presentadora                             | 1 - 6     | 2017            |
| Kim Su-ro    | Presentador                                 | Piloto    | 2016            |

### Panelistas
| Artista        | Episodios | Duración        |
| -------------- | --------- | --------------- |
| Jang Yun-jeong | -         | 2016 - presente |
| DinDin         | -         | 2017 - presente |
| Yang Yo-seob   | -         | 2017 - presente |
| Yoon Il-sang   | -         | 2017 - presente |
| Bada           | -         | 2017 - presente |
| Kim Eana       | -         | 2017 - presente |
| Han Hee-jun    | -         | 2016            |
| Park Myeong-su | -         | 2016            |
| Seo Jang-hoon  | -         | 2016            |
| Yoon Sang      | -         | 2016            |

### Artistas invitados
El programa ha tenido a varios artistas como invitados quienes cantan a dueto con los concursantes. (Para ver la lista completa de invitados ir a Elenco de Fantastic Duo.)
| Nombre         | N.º de episodios | Episodios donde apareció | Duración   |
| -------------- | ---------------- | ------------------------ | ---------- |
| Taeyang        | -                | -                        | 2016, 2017 |
| Ailee          | -                | -                        | 2016, 2017 |
| IU             | -                | -                        | 2017       |
| PSY            | -                | -                        | 2017       |
| Sistar         | -                | -                        | 2016       |
| Kang Sung-hoon | 2                | 9 - 10                   | 2016       |
| Eun Ji-won     | 2                | 9 - 10                   | 2016       |
| Kim Jae-duck   | 2                | 9 - 10                   | 2016       |
| Lee Jai-jin    | 2                | 9 - 10                   | 2016       |
| Kim Jong-kook  | -                | -                        | 2016       |
| EXO            | -                | -                        | 2016       |

## Episodios
- El episodio piloto del programa fue estrenado el 9 de febrero del 2016.
- La primera temporada estuvo conformada por 30 episodios e inició el 17 de abril del 2016 finalizando el 20 de noviembre del mismo año.[7]
- El 26 de marzo del 2017 inició la segunda temporada (hasta el 26 de noviembre del 2017, la segunda temporada ha emitido 34 episodios).[8] El 26 de octubre el equipo de producción del programa anunció que la segunda temporada terminaría en noviembre del 2017.[9]

### Emisión
La primera temporada del programa fue emitida todos los domingos a las 16:50pm KST.
La segunda temporada es emitida todos los domingos a las 18:30 KST.

## Premios y nominaciones
| Año  | Categoría                         | Premio                       | Nominado (a) | Resultado |
| ---- | --------------------------------- | ---------------------------- | ------------ | --------- |
| 2016 | Excellence Award in Talk Show     | 10th SBS Entertainment Award | Jun Hyun-moo | Ganó      |
| 2016 | Top Excellence Award in Talk Show | 10th SBS Entertainment Award | Kim Gun-mo   | Ganó      |

## Producción
El programa forma parte de la alineación de "Good Sunday".
Es dirigido por Kim Young-wook y Kim Jeong-wook, y escrito por Mo Eun-seol.
El programa es distribuido por la Seoul Broadcasting System SBS.